# バーチャルおばあちゃん
バーチャルおばあちゃんは、日本のバーチャルYouTuber。略称はVB。

## 概要
動画配信者・すあだのプロデュースするバーチャルYouTuberの一人で、FaceRigのサンプル素材の「ヘーゼルおばあさん」をそのまま使用している 。
ゲーム実況を中心に、CMパロディ、替え歌、声真似など多彩な内容の動画を配信している。ブラックジョークを得意としており、不謹慎で過激な発言や、時事ネタを盛り込むことも多い。
毎週日曜朝7時には「おはようバーチャルおばあちゃん」略して「おはばば」と題した生放送を配信する。
頻繁に「バーチャルおばあちゃんだよ」と自己紹介したり、「恐ろしいねぇ」と恐怖を表したり、様々な人物や視聴者を"ヘルパーさん"と呼称したりすることが特徴で、同じバーチャルYouTuberのキズナアイや電脳少女シロに声真似されたことがある。
不定期に「三味線ライブ」と称した弾き語り配信を行っており、『鬼滅の刃』のOP曲の『紅蓮華』を歌った回は秒刊SUNDAYの記事になった。
2022年5月25日、YouTube日本語版公式Twitterにて、YouTubeで活躍するシニアクリエイターとして紹介された。五月雨空也と言う孫が存在し、同じくYouTube配信や動画投稿もおこなっている。

## 書籍
- コンプティーク 9月号増刊 Vティーク（2018年7月26日発売）[8]